# 巴里·西蒙
巴里·馬丁·西蒙（英語：Barry Martin Simon，1946年4月16日—），美國數學物理學家，也是加州理工學院數學和理論物理學IBM教授。西蒙以他在譜理論、泛函分析、非相對性量子力學（尤其是薛定諤運算元）等方面諸多貢獻而著名。他在數學和物理領域已經發表了400多篇學術文章。
他的研究主要集中在數學物理和數學分析，其研究課題包羅甚廣，例如：量子場論、統計力學、布朗運動、隨機矩陣理論、廣義非相對性量子力學（包括N體問題和共振）、薛定諤運算元、正交多項式的譜理論。
2012年，他成為美國數學學會會士。2016年美國數學學會對他授予勒羅伊·斯蒂爾獎，以表彰他這一生在數學領域的貢獻。

## 早年經歷
西蒙的母親是一名老師，父親則是會計師。西蒙曾就讀於美國紐約市布魯克林區的詹姆斯麥迪森高中。

## 學術生涯
當西蒙還是個高中生時，他就開始在哥倫比亞大學修學一些專為有天賦的高中生而開設大學課程。1962年，西蒙在美國數學協會（英語：Mathematical Association of America，簡寫為MAA）舉辦的數學競賽中獲得滿分。同年年西蒙入讀於哈佛學院。1965年，19歲的西蒙在普特南數學競賽（英語：Putnam Mathematical Competition）中獲獎，成為Putnam Fellow。西蒙1966年從哈佛學院獲得物理學士學位，1970年從普林斯頓大學獲得物理博士學位。他的博士導師是亞瑟·懷特曼，博士學位論文為《哈密頓算符定義為二次型的量子力學》。
獲得博士學位之後，西蒙在普林斯頓大學任教多年，經常與同事埃利奧特·利布合作研究湯瑪斯-費米理論（Thomas-Fermi Theory）與哈特裡-福克理論（Hartree-Fock Theory），也與利布共同指導很多學生。他後來被說服來到加州理工學院任職，於2016年夏季退休。
西蒙于2012年榮獲龐加萊獎（英語：Henri Poincaré Prize），2015年榮獲鮑耶獎。他是數學物理學界的傳奇，他以其在學術論文領域的高效寫作能力而出名，“寫同樣類型論文，他完成論文手稿的時間所花大約是其他人的百分之五”。

## 外部連結
- SimonFest （页面存档备份，存于）
- Gesztesy, Fritz,  (PDF), Notices of the American Mathematical Society (Providence, RI: American Mathematical Society), August 2016, 63 (7): 740–752  [2018-01-29], （原始内容存档 (PDF)于2018-06-04）
- Gesztesy, Fritz,  (PDF), Notices of the American Mathematical Society (Providence, RI: American Mathematical Society), September 2016, 63 (8): 878–889  [2018-01-29], （原始内容存档 (PDF)于2018-03-24）